# Departamento Retalhuleu
Retalhuleu ist eines von 22 Departamentos in Guatemala und liegt im Südwesten des Landes am Pazifik (Region VI). Es erstreckt sich auf 1.856 km² und hat knapp 340.100 Einwohner. Hauptstadt ist die gleichnamige Stadt Retalhuleu.
Das Departamento Retalhuleu (oft kurz „Re-u“ genannt) grenzt im Norden an das Departamento Quetzaltenango, im Osten an Suchitepéquez, im Süden und Südwesten an den Pazifik, im Westen an San Marcos.

## Landesnatur
Retalhuleu hat nur ganz im Norden einen kleinen Anteil an der Sierra Madre, der Großteil liegt im nach Südwesten zur Pazifikküste sanft abfallenden Tiefland. In dieser Richtung wird es auch von etlichen Flüssen durchzogen, von denen der Río Samalá der Bedeutendste ist. Die sehr fruchtbaren Vulkanböden des Tieflandes bringen eine üppige tropische Vegetation hervor, die jedoch zum Großteil der Landwirtschaft weichen muss. Vulkanischen Ursprungs sind auch die schwarzen Sandstrände, hinter denen sich größere Sumpfgebiete befinden. Die ganz im Westen gelegenen Sümpfe von Manchón mit ihren von etlichen Flüssen und Kanälen durchzogenen Mangrovenwäldern, die unter anderem Wasservögeln und Schildkröten Zuflucht bieten, wurden unter Naturschutz gestellt. Das Sumpfgebiet bei El Tulate kann praktisch nur über das benachbarte Suchitepéquez erreicht werden.
Mit Ausnahme einiger kleinerer gemäßigter Gebiete im Norden ist das Klima in Retalhuleu tropisch heiß, während der Regenzeit (Mai bis Oktober) kommt noch eine hohe Luftfeuchtigkeit hinzu. Die Temperaturen bewegen sich im Allgemeinen zwischen 20 und 32 °C.

## Bevölkerung
Die Bevölkerung konzentriert sich im Norden des Departamentos. Neben der spanischen Kolonialsprache wird heute noch die Maya-Sprache Quiché gesprochen – hauptsächlich in den Gemeinden San Andrés Villa Seca, San Felipe Retalhuleu, San Martín Zapotitlán, San Sebastián und Santa Cruz Muluá. Die etwa 285.000 Einwohner des Departamentos leben in insgesamt neun Municipios (Großgemeinden oder auch Landkreise):
| Champerico            | El Asintal            |
| Nuevo San Carlos      | Retalhuleu            |
| San Andrés Villa Seca | San Martín Zapotitlán |
| San Felipe            | San Sebastián         |
| Santa Cruz Muluá      |                       |

Dem Departamento als staatlichem Verwaltungsbezirk steht ein von der Zentralregierung entsandter Gouverneur vor. Die Municipios sind eigenständige Gebietskörperschaften mit gewählten Bürgermeistern und Volksvertretungen und untergliedern sich in Aldeas und Pueblos (Landgemeinden) sowie in Caseríos, Parajes, Fincas, Rancherías (Weiler und Höfe).

## Wirtschaft und Verkehr
Retalhuleu ist heute eine der wichtigsten Wirtschaftsregionen in Guatemala. Auf Grund der sehr fruchtbaren Böden ist die Landwirtschaft traditionell stärkster Wirtschaftszweig. Nach dem Ende des Kaffeebooms stellten die Großgrundbesitzer ihre Produktion größtenteils auf Zuckerrohr um. Bananen, Mais, Bohnen und andere Obst und Gemüsearten sowie die Viehzucht haben nur noch eine zweitrangige Bedeutung. Zur Verarbeitung landwirtschaftlicher Produkte, insbesondere von Zuckerrohr, haben sich um die Hauptstadt etliche Industriebetriebe angesiedelt. Einen großen Beitrag zum relativen Wohlstand des Departamentos leisten auch das Handwerk und der Dienstleistungssektor.
Auf Grund seiner Lage an der Kreuzung wichtiger Verkehrswege nimmt Retalhuleu im westlichen pazifischen Tiefland eine ökonomisch ähnlich bedeutende Stellung ein wie Escuintla im Osten. Nördlich der Hauptstadt Retalhuleu treffen sich die von Mexiko und El Salvador kommende Fernstraße CA 2 und die Quetzaltenango im Hochland mit Champerico am Pazifik verbindende Nationalstraße 9. Die mehr oder weniger parallel zu diesen Fernstraßen verlaufenden Eisenbahnstrecken wurden schon vor längerer Zeit stillgelegt und teilweise abgebaut. Sie dienten früher vor allem dem Transport von landwirtschaftlichen Erzeugnissen, so wie auch der ehemaligen Hafen von Champerico, dessen Anlagen 1982 von einem Sturm vernichtet wurden. Die Einstellung des Bahnverkehrs hat zu einer chronischen Überlastung der Fernstraßen durch den Schwerverkehr geführt. Dem wurde in den letzten Jahren durch den vierspurigen Ausbau der Pazifikfernstraße teilweise entgegengewirkt. Das übrige Straßennetz ist nur im Norden und in der Mitte gut ausgebaut. Die Stadt Retalhuleu hat einen Flugplatz für die Allgemeine Luftfahrt.
Der Tourismus profitiert von einigen wenigen Sehenswürdigkeiten wie den Maya-Ruinen von Takalik Abaj und San Juan Noj, vor allem aber vom Durchgangsverkehr. Viele von Guatemala-Stadt nach Quetzaltenango Reisende geben den gut ausgebauten Strecken im Tiefland den Vorzug vor der kurvigen Interamericana im Hochland. Der Wasserpark Xocomil und der Themenpark Xetulul der Wohlfahrtsorganisation IRTRA haben nationale touristische Bedeutung. Die Einrichtungen befinden sich bei San Martín Zapotitlán an der Straße nach Quetzaltenango.

## Geschichte
Bereits in der Präklassik profitierte das Gebiet des heutigen Departamentos vom Handel zwischen dem Hochland und der Küste. In Takalik Abaj und anderen Handelszentren trafen Olmeken auf Maya, die die Gegend gleichermaßen prägten. Zur Zeit der spanischen Eroberung war das Gebiet von Retalhuleu zwischen den rivalisierenden Mam und Quiché umstritten. Der Conquistador Pedro de Alvarado soll zwischen den beiden verfeindeten Parteien mit dem Schwert bei Retalhuleu eine Grenzlinie in den Boden gezogen haben. Von dieser Begebenheit leitet sich der Name der Stadt und des Departamentos ab, der so viel bedeutet wie „Zeichen auf dem Boden“.  Während der Kolonialzeit bildete Retalhuleu mit Suchitepéquez den Verwaltungsbezirk Corregimiento de Suchitepéquez. Nach der Unabhängigkeit von Spanien gehörte dieses Gebiet zwischen 1838 und 1849 wiederholt zum Estado de Los Altos, dem so genannten sechsten Staat der Zentralamerikanischen Konföderation. Der Verwaltungsbezirk Suchitepéquez wurde am 16. Oktober 1877 in die beiden heutigen Departamentos geteilt.